# SM-liiga 1976/1977

Sezóna 1976/1977 byla 2. sezonou Finské ligy ledního hokeje. Mistrem se stal tým Tappara Tampere.

## Základní část
| Poř. | Tým                | Z  | V  | R | P  | B  | VG  | IG  |
| ---- | ------------------ | -- | -- | - | -- | -- | --- | --- |
| 1.   | Tappara Tampere    | 36 | 25 | 5 | 6  | 55 | 216 | 110 |
| 2.   | TPS Turku          | 36 | 23 | 3 | 10 | 49 | 187 | 129 |
| 3.   | IFK Helsinky       | 36 | 20 | 1 | 15 | 41 | 159 | 136 |
| 4.   | Koo-Vee Tampere    | 36 | 20 | 1 | 15 | 41 | 175 | 156 |
| 5.   | Ässät Pori         | 36 | 19 | 2 | 15 | 40 | 167 | 144 |
| 6.   | Ilves Tampere      | 36 | 14 | 6 | 16 | 34 | 171 | 173 |
| 7.   | Jokerit Helsinky   | 36 | 14 | 5 | 17 | 33 | 137 | 153 |
| 8.   | Kiekkoreipas Lahti | 36 | 11 | 5 | 20 | 27 | 169 | 222 |
| 9.   | Lukko Rauma        | 36 | 10 | 3 | 23 | 23 | 166 | 223 |
| 10.  | FoPS Forssa        | 36 | 7  | 3 | 26 | 17 | 136 | 237 |

## Play off

### Semifinále
- Tappara Tampere - Koo-Vee Tampere 3:0 (11:0, 6:1, 11:3)
- TPS Turku - IFK Helsinky 3:2 (4:7, 2:4, 2:1, 3:0, 4:2)

### O 3. místo
- IFK Helsinky - Koo-Vee Tampere 0:2 (4:5, 5:9)

### Finále
- Tappara Tampere - TPS Turku 3:0 (7:2, 4:2, 9:1)